# Ransom, Kansas
Ransom är en ort i Ness County i Kansas. Orten har fått sitt namn efter militären Thomas E.G. Ransom. Vid 2020 års folkräkning hade Ransom 260 invånare.

## Kända personer från Ransom
- Ruth Riley, basketspelare